# Казалино (Алесандрија)
Казалино је насеље у Италији у округу Алесандрија, региону Пијемонт.
Према процени из 2011. у насељу је живело 129 становника. Насеље се налази на надморској висини од 208 м.